# Tiberius Iulius Rufus

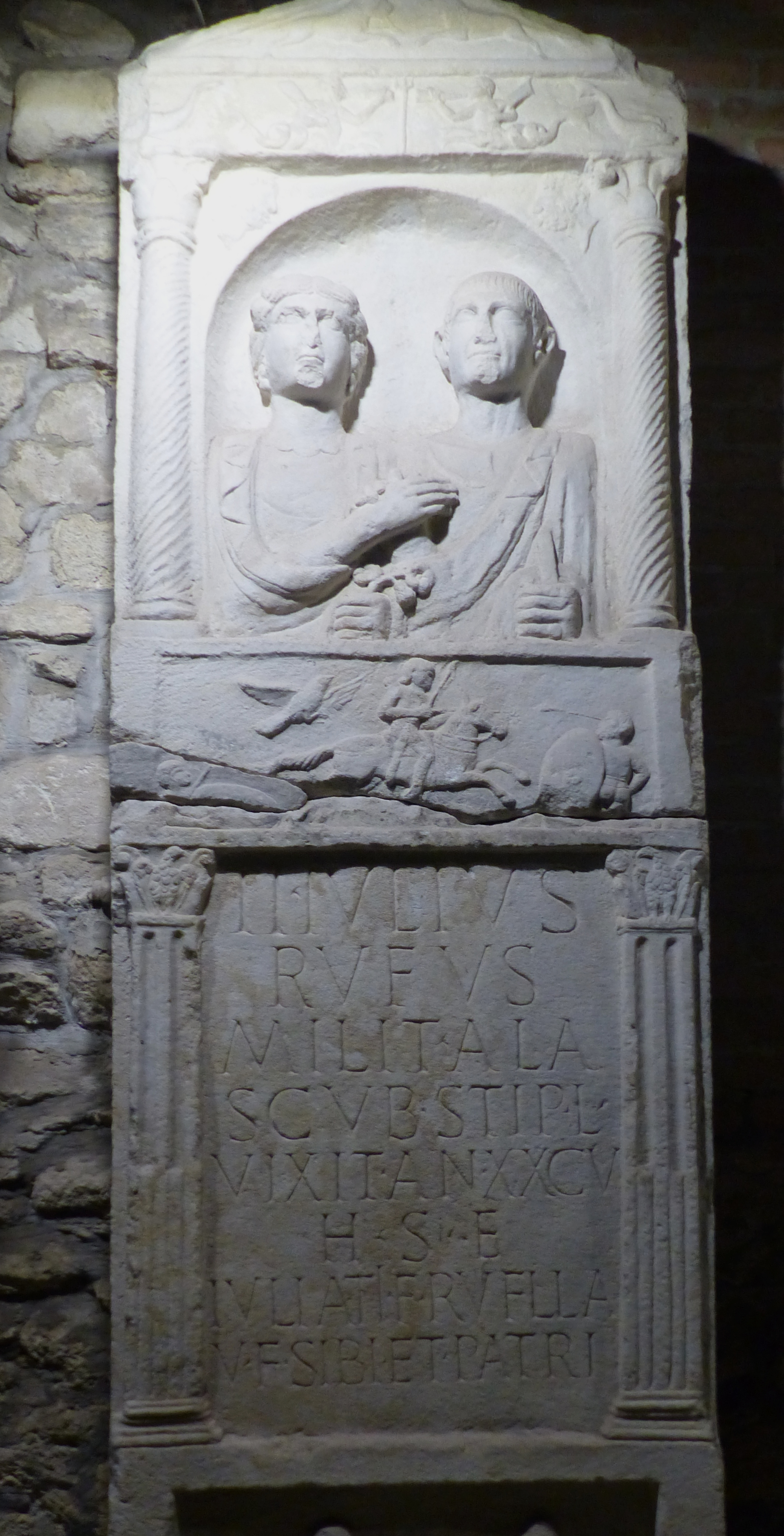
Der Grabstein mit der Inschrift

Tiberius Iulius Rufus war ein im 1. Jahrhundert n. Chr. lebender Angehöriger der römischen Armee. Er ist durch eine Inschrift auf einem Grabstein belegt, der auf dem Gebiet von Walbersdorf in Österreich gefunden wurde. Der Grabstein befindet sich heute im Lapidarium des Museums in Sopron, Ungarn.
Iulius Rufus diente in der Ala Scubulorum, einer Reitereinheit der Auxiliartruppen, die im 1. Jhd. in den Provinzen Moesia, Pannonia und im Heeresbezirk Germania (in dieser Reihenfolge) stationiert war. Laut der Inschrift hatte er 50 Jahre in der Armee gedient (stipendiorum L) und starb im Alter von 85 Jahren (vixit annos XXCV). Auf dem Grabstein ist ein berittener Bogenschütze abgebildet, bei dem es sich wohl um ihn selbst handelt.
Der Grabstein besteht aus Marmor und weist eine Höhe von 3,04 m, eine Breite von 0,92 m und eine Stärke von 0,23 m auf; er wurde von seiner Tochter Iulia Rufilla für sich selbst und für ihren Vater errichtet (viva fecit sibi et patri).

## Datierung
Die Inschrift wird bei der EDCS und bei der EDH auf einen Zeitraum zwischen 46/69 datiert. Gerald Grabherr datiert sie aufgrund des Vornamens Tiberius, der eine Geburt in der Regierungszeit von Tiberius (14–37) nahelegt und aufgrund seines erreichten Lebensalters in einen Zeitraum zwischen 100 und 110.